# Udea torvalis
Udea torvalis là một loài bướm đêm trong họ Crambidae.